# Флаг Гернси
Флаг Ге́рнси (англ. Flag of Guernsey, фр. Drapeau du Guernesey) — флаг коронного владения британской короны Гернси.
Первоначально на Гернси использовался флаг, аналогичный флагу Англии с крестом святого Георгия. В 1985 году для коронного владения был учреждён особый флаг, который должен был избавить от путаницы с английским флагом. Флаг представляет собой белое полотнище с красным крестом святого Георгия, в центре которого находится жёлтый крест Вильгельма Завоевателя, использовавшийся тем со времён битвы при Гастингсе.